# Skoky do vody na mistrovství Evropy v plaveckých sportech 2020
Závody v skocích do vody na mistrovství Evropy v plaveckých sportech za rok 2020 proběhly v Budapešti, Maďarsko v posunutém termínu ve dnech 10. až 23. května 2021. Důvodem posunutí původního termínu 11. až 24. května 2020 byla pandemie covidu-19.

## Česká stopa
Na tomto mistrovství Evropy Česko nemělo ve skocích do vody zastoupení.

## Výsledky

### Individuální disciplíny
| Muži              | Zlato                    | Zlato  | Stříbro                    | Stříbro | Bronz                                 | Bronz  |
| ----------------- | ------------------------ | ------ | -------------------------- | ------- | ------------------------------------- | ------ |
| Skoky z 1 m prkna | Patrick Hausding (GER)   | 427,75 | Jack Laugher (GBR)         | 402,90  | Giovanni Tocci (ITA)                  | 402,50 |
| Skoky z 3 m prkna | Jevgenij Kuzněcov (RUS)  | 525,20 | Nikita Šlejcher (RUS)      | 505,80  | Martin Wolfram (GER)                  | 484,65 |
| Skoky z 10 m věže | Alexandr Bondar (RUS)    | 564,35 | Tom Daley (GBR)            | 533,30  | Viktor Minibajev (RUS)                | 530,05 |
| Ženy              | Zlato                    | Zlato  | Stříbro                    | Stříbro | Bronz                                 | Bronz  |
| Skoky z 1 m prkna | Elena Bertocchiová (ITA) | 259,90 | Michelle Heimbergová (SUI) | 255,55  | Chiara Pellacaniová (ITA)             | 254,15 |
| Skoky z 3 m prkna | Tina Punzelová (GER)     | 330,85 | Chiara Pellacaniová (ITA)  | 321,15  | Emma Gullstrandová (SWE)              | 319,60 |
| Skoky z 10 m věže | Anna Konanychinová (RUS) | 365,25 | Julija Timošininová (RUS)  | 329,20  | Andrea Spendoliniová-Sirieixová (GBR) | 326,60 |

### Týmové disciplíny
| Muži                                               | Zlato                                                                                          | Zlato  | Stříbro | Stříbro | Bronz                                                                                 | Bronz  |
| -------------------------------------------------- | ---------------------------------------------------------------------------------------------- | ------ | --- | ------- | ------------------------------------------------------------------------------------- | ------ |
| Synchronizované skoky dvojic z 3 m prkna           | Německo (GER) (Patrick Hausding, Lars Rüdiger)                                                 | 426,78 | Rusko (RUS) (Jevgenij Kuzněcov, Nikita Šlejcher)                                                             | 415,47  | Ukrajina (UKR) (Oleksandr Horškovozov, Oleh Kolodij)                                  | 409,92 |
| Synchronizované skoky dvojic z 10 m věže           | Spojené království (GBR) (Tom Daley, Matthew Lee)                                              | 477,57 | Rusko (RUS) (Alexandr Bondar, Viktor Minibajev)                                                              | 471,96  | Německo (GER) (Timo Barthel, Patrick Hausding)                                        | 424,32 |
| Ženy                                               | Zlato                                                                                          | Zlato  | Stříbro | Stříbro | Bronz                                                                                 | Bronz  |
| Synchronizované skoky dvojic z 3 m prkna           | Německo (GER) (Lena Hentschelová, Tina Punzelová)                                              | 307,29 | Itálie (ITA) (Elena Bertocchiová, Chiara Pellacaniová)                                                       | 307,20  | Rusko (RUS) (Uljana Kljujevová, Vitalija Koroljovová)                                 | 291,00 |
| Synchronizované skoky dvojic z 10 m věže           | Rusko (RUS) (Jekatěrina Beljajevová, Julija Timošininová)                                      | 307,44 | Spojené království (GBR) (Eden Chengová, Lois Toulsonová)                                                    | 290,58  | Ukrajina (UKR) (Ksenija Bajlová, Sofija Lyskunová)                                    | 286,74 |
| Mix                                                | Zlato                                                                                          | Zlato  | Stříbro | Stříbro | Bronz                                                                                 | Bronz  |
| Synchronizované skoky smíšených dvojic z 3 m prkna | Itálie (ITA) (Chiara Pellacaniová, Matteo Santoro)                                             | 300,69 | Německo (GER) (Tina Punzelová, Lou Massenberg)                                                               | 294,27  | Rusko (RUS) (Vitalija Koroljovová, Ilja Molčanov)                                     | 289,50 |
| Synchronizované skoky smíšených dvojic z 10 m věže | Ukrajina (UKR) (Ksenija Bajlová, Oleksij Sereda)                                               | 325,68 | Spojené království (GBR) (Andrea Spendoliniová-Sirieixová, Noah Williams)                                    | 307,32  | Rusko (RUS) (Jekatěrina Beljajevová, Viktor Minibajev)                                | 302,58 |
| Smíšený tým                                        | Rusko (RUS) (Kristina Ilinychová, Jevgenij Kuzněcov, Jekatěrina Beljajevová, Viktor Minibajev) | 431,80 | Itálie (ITA) (Chiara Pellacaniová, Andreas Sargent-Larsen, Sarah Jodoinová Di Mariaová, Riccardo Giovannini) | 428,00  | Německo (GER) (Tina Punzelová, Patrick Hausding, Christina Wassenová, Lou Massenberg) | 421,00 |

## Medailová bilance
Ve skocích do vody se rozdělilo celkem 13 sad medailí.
| Pořadí | Stát                     |       | Muži    | Muži  | Muži  |         | Ženy  | Ženy  | Ženy    |       | Mix   | Mix     | Mix   |  | Muži + Ženy + Mix | Muži + Ženy + Mix | Muži + Ženy + Mix | Celkem |
| Pořadí | Stát                     | Zlato | Stříbro | Bronz | Zlato | Stříbro | Bronz | Zlato | Stříbro | Bronz | Zlato | Stříbro | Bronz |  |                   |                   |                   | Celkem |
| ------ | ------------------------ | ----- | ------- | ----- | ----- | ------- | ----- | ----- | ------- | ----- | ----- | ------- | ----- |  | ----------------- | ----------------- | ----------------- | ------ |
| 1.     | Rusko (RUS)              |       | 2       | 3     | 1     |         | 2     | 1     | 1       |       | 1     | 0       | 2     |  | 5                 | 4                 | 4                 | 13     |
| 2.     | Německo (GER)            |       | 2       | 0     | 2     |         | 2     | 0     | 0       |       | 0     | 1       | 1     |  | 4                 | 1                 | 3                 | 8      |
| 3.     | Itálie (ITA)             |       | 0       | 0     | 1     |         | 1     | 2     | 1       |       | 1     | 1       | 0     |  | 2                 | 3                 | 2                 | 7      |
| 4.     | Spojené království (GBR) |       | 1       | 2     | 0     |         | 0     | 1     | 1       |       | 0     | 1       | 0     |  | 1                 | 4                 | 1                 | 6      |
| 5.     | Ukrajina (UKR)           |       | 0       | 0     | 1     |         | 0     | 0     | 1       |       | 1     | 0       | 0     |  | 1                 | 0                 | 2                 | 3      |
| 6.     | Švýcarsko (SUI)          |       | 0       | 0     | 0     |         | 0     | 1     | 0       |       | 0     | 0       | 0     |  | 0                 | 1                 | 0                 | 1      |
| 7.     | Švédsko (SWE)            |       | 0       | 0     | 0     |         | 0     | 0     | 1       |       | 0     | 0       | 0     |  | 0                 | 0                 | 1                 | 1      |
| Celkem | Celkem                   |       | 5       | 5     | 5     |         | 5     | 5     | 5       |       | 3     | 3       | 3     |  | 13                | 13                | 13                | 39     |